# Annie Leibovitz
Anna-Lou "Annie" Leibovitz (n. 2 octombrie 1949, Waterbury, Connecticut) este o fotografă americană renumită. Ea se număra printre cele mai bine plătite fotografe din lume.

## Date biografice
Annie Leibovitz a fost al treilea născut într-o familie de evrei formată din șase copii. Tatăl ei Samuel Leibovitz (1914-2005) a fost ofițer cu rangul de locotenent major la Forțele Aeriene ale Statelor Unite ale Americii. Mama ei Marilyn Edith Leibovitz, născută Heit (1923-2007) a fost dansatoare și profesoară de dans modern. Ea face primele fotografii în Vietnam, unde tatăl ei a fost rănit de mai multe ori în timpul Războiului din Vietnam. Din anul 1967 ea a studiat pictură și artă fotografică la Instiitul de Artă din  San Francisco. Primele ei fotografii au fost făcute cu prilejul unor reportaje. Ulterior ea face fotografii documentare despre  Robert Frank și Henri Cartier-Bresson. Fiind recomandată de un prieten ea prezintă fotografiile ei editorului Jann Wenner, care impresionat de pozele ei o angajează la editură, în 1971 ea a făcut fotografii pentru formația  Rolling Stone, iar între anii  1973 - 1981 este fotografă șefă. Annie Leibovitz face fotografii, îndeosebi portrete despre personalități americane, politicieni, sau despre persoane renumite din alte domenii, fotografii care au devenit renumite. In anul 2013 este distinsă cu premiul Prince of Asturias Awards.
În 1983 a început să muncească pentru agenția de reviste Vanity Fair, continuând să producă fotografii care vor deveni iconice și extrem de cunoscute. În perioada în care aceasta a muncit pentru Vanitz Fair, Annie a creat o sumedenie de fotografii controversate care au rămas în memoria publică. Începând cu pozele pentru Demi Moore (în care aceasta apare nu numai însărcinată dar și în diferite ipostaze nud), Whoopi Goldberg (care a fost fotografiat într-o vană plină cu lapte), Sylvester Stalone (apărând nud într-o poză inspirată din „The Thinker” ) până la poze moderne create pentru Caitlyn Jenner (care a pozat într-un corset după ce aceasta a făcut public anunțul în care susține schimbarea ei sexuală).
După anul 1985, Annie a început de asemenea să muncească la o mulțime de agenții de presă de înaltă calitate. Unul dintre proiectele cele mai importante ale ei a fost pentru American Express, pentru care portretele ei cu celebrități cunoscute precum Elmore Leonard, Tom Selleck și Luciano Pavarotti au făcut-o să câștige în anul 1987 premiul Clio Award. În anul 1996 colecția lui Leibovitz de mai mult de 200 de fotografii, a fost expusă în muzeul de portrete National Portrait Gallery din Washington D.C. fiind prima femeie care a fost atât de onorată. Tot în același an, Annie a publicat o carte numită Photographs: Annie Leibovitz, 1970- 1990.
Considerată pe departe cea mai bună fotografă de portrete din America, Annie a publicat cartea cu titlul The Women în anul 1999. În această carte ea a încercat să sublinieze frumusețea femeilor de pretutindeni, de la cele cu un statut social foarte înalt până la cele mai de jos trepte sociale. Proiectul a fost început în anul 1999 și terminat în 2004 iar în 2016 a fost reluat în Londra.
În 2003 Annie a lansat un album foto cu titlul de American Music, în care se regăsesc  figuri importante ale marilor cântăreți de blues, country, folk, hip-hop și jazz.
În 2012 a fost publicat ultimul cel mai important album de portrete numit Pilgrimage , unde ca rol principal sunt arătate figurile mari ale Washingtonului cum ar fi Abraham Lincoln și Marian Anderson.